# Yahya Jammeh
Yahya (Abdul-Aziz Jemus Junkung) Jammeh (* 25. května 1965 Kanilai) je bývalý gambijský politik, v letech 1994 až 2017 zastával funkci prezidenta.

## Život
Yahya Jameh získal základní a střední vzdělání v rodné Gambii. Po maturitě vstoupil v roce 1984 do armády. Jako příslušník mírových sborů v hodnosti seržanta působil v Libérii. Po návratu do vlasti spolu se skupinou mladých veteránů, kteří liberijskou misi nedostali zaplacenu, svrhl v červenci roku 1994 nekrvavým, ale zjevně nepříliš předem plánovaným způsobem prezidenta Dawda Jawaru.

### Prezidentství
Jammeh stál v čele státu nejprve jako předseda pětičlenné Armed Forces Provisional Ruling Council (Dočasná vládnoucí rada ozbrojených sil), přestál několik pokusů o své svržení, včetně snahy o převrat ze strany některých ostatních členů Rady. Uplatňoval značně autoritářský způsob vlády, zároveň však bylo patrné, že mu chybí hlubší koncepce politického programu.
Kapitán Jammeh (všichni členové Rady se povýšili na kapitána) se rozhodl z armády odejít (při té příležitosti byl povýšen na plukovníka), aby se ve volbách roku 1996 mohl ucházet o prezidentský úřad. Ústavní podmínky pro uchazeče o úřad prezidenta byly Jammehovi napsány na míru – kandidát musel být ve věku mezi 30 a 65 lety. Takováto věková hranice znemožnila kandidaturu řadě politických veteránů, kteří se mohli stát Jammehovi vážnými soupeři. Prezidentské volby Jammeh skutečně vyhrál, avšak jejich poctivost byla mezinárodně zpochybňována.
Svůj úřad obhájil ve volbách v říjnu 2001, které již byly mezinárodními pozorovateli, na rozdíl od gambijské opozice, označeny za celkem spravedlivé. Nicméně po volbách se Jammeh do značné míry vrátil k autoritativnímu způsobu vládnutí s represivním postojem vůči opozici.
22. září 2006 byl již potřetí zvolen prezidentem, když získal 67,3 % hlasů.

#### Volby, ústavní krize a exil
2. prosince 2016 odstoupil z prezidentské volby, poté co jeho protikandidát Adama Barrow získal většinu hlasů. Poté, co Jammeh původně výsledky voleb uznal, rozhodl se o týden později volby prohlásit za neplatné. 18. ledna 2017, den před vypršením svého mandátu Yahya Jammeh vyhlásil devadesátidenní stav ohrožení státu, poté co regionální blok ECOWAS nevyloučil vojenskou intervenci pod vedením sousedního Senegalu. Po několika jednáních s představiteli jiných afrických států (především s nigerijským prezidentem Muhhamadem Buhari) a pod hrozbou vojenského zásahu ze zahraničí se Jammeh 21. ledna vzdal moci a odletěl z Gambie do Rovníkové Guiney.

## Vyznamenání
- velmistr Řádu republiky – od 22. července 1994 do 21. ledna 2017
- velkostuha Řádu jasného nefritu – Tchaj-wan, 1996[6]
- velkokříž Národního řádu lva – Senegal, 2001